# Cordia sagotii
Cordia sagotii is een struik of kleine boom die in 1935  door de Amerikaanse botanicus Ivan Murray Johnston voor het eerst geldig beschreven werd.
Het boompje kan 5-10 meter hoog worden en groeit zowel in het regenwoud als in vervolgvegetatie. Hij komt ook op hellingen voor.
Het verspreidingsgebied ligt in tropisch Zuid-Amerika: Brazilië, Venezuela en de Guiana's.
Zoals bij alle bomen van het geslacht zijn de vruchten eetbaar. Ze zijn geel als ze rijp zijn en bestaan uit een vrij dunne laag vruchtvlees rond een enkel zaad. Ze zijn 1,5 cm lang en 0,8 cm breed. De vrucht heeft laxerende eigenschappen De vrucht wordt in zijn geheel gegeten door de apensoort Ateles paniscus 

## Xyleemdichtheid
Bij een studie van 1653 bomen van 598 soorten op 87 plekken verspreid over het hele Amazone-regenwoud bleek het xyleem van C. sagotii op de Montangne de Tortue in het Franse departement Guyane de laagste dichtheid van 218 kg/m3 te bezitten. De hoogste waarde (1130 kg/m3) werd voor Aiouea sp. gevonden. De factoren die deze variaties veroorzaken zijn echter niet bijzonder duidelijk. Eerdere veronderstellingen dat blootstelling aan langdurige droogte met hoge dichtheden samenging bleken niet te kloppen.
Het is een van de soorten die bostafelhout levert.